# 기타시라카와노미야 나가히사 왕

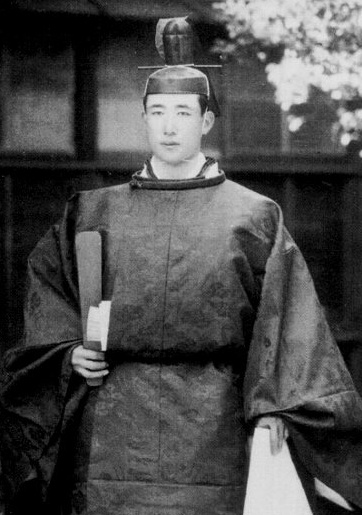
기타시라카와노미야 나가히사 왕

기타시라카와노미야 나가히사 왕(北白川宮永久王)은 일본 제국의 황족, 육군군인, 귀족원 황족 의원이다. 기타시라카와노미야 나루히사 왕의 제1왕자이다. 최종계급은 육군 포병 소령. 부인은 도쿠가와 요시쿠미(도쿠가와 요시카쓰의 11남) 남작의 딸 나가히사 왕비 사치코이다.
| 전임 기타시라카와노미야 나루히사 왕 | 기타시라카와노미야 당주 | 후임 기타시라카와노미야 미치히사 왕 |